# Grande Prêmio de Mônaco de 2001
O Grande Prêmio de Mônaco de 2001 (formalmente LIX Grand Prix de Monaco) foi a sétima etapa daquela temporada de Fórmula 1. Disputada em 27 de maio, a prova foi realizada em Montecarlo.
Teve como vencedor o alemão Michael Schumacher, da Ferrari, com apenas 431 centésimos de vantagem para o brasileiro Rubens Barrichello, seu companheiro de equipe. O pódio foi completado por Eddie Irvine, da Jaguar-Cosworth.
Este GP foi marcado por uma disputa entre o pole-position David Coulthard (McLaren-Mercedes) e Enrique Bernoldi (Arrows-Asiatech), que permaneceu 35 voltas na frente do escocês, que largou em último após um problema na volta de apresentação. No final da prova, já nos boxes, Bernoldi foi repreendido por Ron Dennis, então chefe de equipe da McLaren.

## Outras informações
- Última pole-position de David Coulthard.
- Última vitória da Ferrari em Mônaco até em 2017.
- Primeiro pódio da equipe Jaguar.
- Primeiro ponto de Jean Alesi desde o Grande Prêmio do Japão de 1999 (quando corria pela Sauber) e da equipe Prost desde o Grande Prêmio da Europa no mesmo ano.

## Classificação

### Treino classificatório
| 1      | 4  | David Coulthard       | McLaren-Mercedes | 1:17.430 | -       |
| 2      | 1  | Michael Schumacher    | Ferrari          | 1:17.631 | + 0.201 |
| 3      | 3  | Mika Häkkinen         | McLaren-Mercedes | 1:17.749 | + 0.319 |
| 4      | 2  | Rubens Barrichello    | Ferrari          | 1:17.856 | + 0.426 |
| 5      | 5  | Ralf Schumacher       | Williams-BMW     | 1:18.029 | + 0.599 |
| 6      | 18 | Eddie Irvine          | Jaguar-Cosworth  | 1:18.432 | + 1.002 |
| 7      | 6  | Juan Pablo Montoya    | Williams-BMW     | 1:18.751 | + 1.321 |
| 8      | 12 | Jarno Trulli          | Jordan-Honda     | 1:18.921 | + 1.491 |
| 9      | 10 | Jacques Villeneuve    | BAR-Honda        | 1:19.086 | + 1.656 |
| 10     | 7  | Giancarlo Fisichella  | Benetton-Renault | 1:19.220 | + 1.790 |
| 11     | 22 | Jean Alesi            | Prost-Acer       | 1:19.245 | + 1.815 |
| 12     | 9  | Olivier Panis         | BAR-Honda        | 1:19.294 | + 1.864 |
| 13     | 11 | Heinz-Harald Frentzen | Jordan-Honda     | 1:19.316 | + 1.886 |
| 14     | 19 | Pedro de La Rosa      | Jaguar-Cosworth  | 1:20.033 | + 2.603 |
| 15     | 17 | Kimi Räikkönen        | Sauber-Petronas  | 1:20.081 | + 2.651 |
| 16     | 16 | Nick Heidfeld         | Sauber-Petronas  | 1:20.261 | + 2.831 |
| 17     | 8  | Jenson Button         | Benetton-Renault | 1:20.342 | + 2.912 |
| 18     | 21 | Fernando Alonso       | Minardi-European | 1:20.788 | + 3.358 |
| 19     | 14 | Jos Verstappen        | Arrows-Asiatech  | 1:20.823 | + 3.393 |
| 20     | 15 | Enrique Bernoldi      | Arrows-Asiatech  | 1:21.336 | + 3.906 |
| 21     | 23 | Luciano Burti         | Prost-Acer       | 1:21.771 | + 4.341 |
| 22     | 20 | Tarso Marques         | Minardi-European | 1:22.201 | + 4.771 |
| Fonte: |    |                       |                  |          |         |

### Corrida
| Pos.   | Nº | Piloto                | Equipe           | Voltas | Tempo           | Grid | Pontos |
| ------ | -- | --------------------- | ---------------- | ------ | --------------- | ---- | ------ |
| 1      | 1  | Michael Schumacher    | Ferrari          | 78     | 1:47:22.561     | 2    | 10     |
| 2      | 2  | Rubens Barrichello    | Ferrari          | 78     | + 0.431         | 4    | 6      |
| 3      | 18 | Eddie Irvine          | Jaguar-Cosworth  | 78     | + 30.698        | 6    | 4      |
| 4      | 10 | Jacques Villeneuve    | BAR-Honda        | 78     | + 32.454        | 9    | 3      |
| 5      | 4  | David Coulthard       | McLaren-Mercedes | 77     | + 1 volta       | 1    | 2      |
| 6      | 22 | Jean Alesi            | Prost-Acer       | 77     | + 1 volta       | 11   | 1      |
| 7      | 8  | Jenson Button         | Benetton-Renault | 77     | + 1 volta       | 17   |        |
| 8      | 14 | Jos Verstappen        | Arrows-Asiatech  | 77     | + 1 volta       | 19   |        |
| 9      | 15 | Enrique Bernoldi      | Arrows-Asiatech  | 76     | + 2 voltas      | 20   |        |
| 10     | 17 | Kimi Räikkönen        | Sauber-Petronas  | 73     | + 5 voltas      | 15   |        |
| Ret    | 5  | Ralf Schumacher       | Williams-BMW     | 57     | Pane elétrica   | 5    |        |
| Ret    | 20 | Tarso Marques         | Minardi-European | 56     | Transmissão     | 22   |        |
| Ret    | 21 | Fernando Alonso       | Minardi-European | 54     | Câmbio          | 18   |        |
| Ret    | 11 | Heinz-Harald Frentzen | Jordan-Honda     | 49     | Acidente        | 13   |        |
| Ret    | 7  | Giancarlo Fisichella  | Benetton-Renault | 43     | Câmbio          | 10   |        |
| Ret    | 12 | Jarno Trulli          | Jordan-Honda     | 30     | Pane hidráulica | 8    |        |
| Ret    | 23 | Luciano Burti         | Prost-Acer       | 24     | Câmbio          | 21   |        |
| Ret    | 19 | Pedro de La Rosa      | Jaguar-Cosworth  | 18     | Pane hidráulica | 14   |        |
| Ret    | 3  | Mika Häkkinen         | McLaren-Mercedes | 15     | Direção         | 3    |        |
| Ret    | 9  | Olivier Panis         | BAR-Honda        | 13     | Direção         | 12   |        |
| Ret    | 6  | Juan Pablo Montoya    | Williams-BMW     | 2      | Spun-off        | 7    |        |
| Ret    | 16 | Nick Heidfeld         | Sauber-Petronas  | 0      | Batida          | 16   |        |
| Fonte: |    |                       |                  |        |                 |      |        |

## Tabela do campeonato após a corrida
| Pos.   | Piloto             | Pontos |
| ------ | ------------------ | ------ |
| 1      | Michael Schumacher | 52     |
| 2      | David Coulthard    | 40     |
| 3      | Rubens Barrichello | 24     |
| 4      | Ralf Schumacher    | 12     |
| 5      | Nick Heidfeld      | 8      |
| Fonte: |                    |        |

| Pos.   | Construtor       | Pontos |
| ------ | ---------------- | ------ |
| 1      | Ferrari          | 76     |
| 2      | McLaren-Mercedes | 44     |
| 3      | Williams-BMW     | 18     |
| 4      | Jordan-Honda     | 13     |
| 5      | Sauber-Petronas  | 12     |
| Fonte: |                  |        |

- Nota: Somente as primeiras cinco posições estão listadas.